# Nova Bassano
Nova Bassano là một đô thị thuộc bang Rio Grande do Sul, Brasil. Đô thị này có diện tích 211,612 km², dân số năm 2007 là 8683 người, mật độ 41,03 người/km².